# 広安大橋
広安大橋（クァンアンおおはし）は、大韓民国釜山広域市水営区の沖合に位置する。韓国最大の海上複合橋梁である。総延長は7,420mで、うち900mが吊橋（中央支間長500m）。釜山広域市道77号線及び66号線(ko)の一部を構成する。愛称はダイアモンド・ブリッジ（다이아몬드 브리지）。

## 概要
1994年12月に着工し、2002年9月・10月のアジア大会開催中に仮開通したのち、2003年1月に本開通した。総工費は7,899億ウォン。有料道路であり、ハイパス、ハナロカードが利用できる。水営区南川洞と海雲台区（センタムシティ・市立美術館付近）を直結し、バイパス道路としての機能を持つ。4車線ずつの二層構造で、上層が西面方面行き、下層が海雲台方面行きとなっている。

## 日本企業との関わり
広安大橋は明石海峡大橋に強く影響を受けており、したがって広安大橋は複数の日本企業が建設に携わっている。設計は三菱重工業株式会社が関わっている。宮地鐵工所は主塔制作の40％を受注している。そして新日本製鉄はケーブル架設および桁工事の施工計画の立案から現場 での架設指導等及びケーブルおよび桁架設工事に必要な 特殊機材の貸出を担った。
建設中である1995年1月17日に阪神淡路大震災が発生すると広安大橋の設計者は「このような地震でも崩れないように設計した」という。

## ライトアップ
広安大橋は夜間ライトアップされており、これがかなり大きな観光資源になっている。2008年にライトアップする時間を短縮した際、近隣の飲食店や観光クルーズ船から猛抗議が出るほどであった。

## 事故
2019年2月28日ロシア貨物船が橋脚に衝突する事故が発生した。幸い、人命被害は起こらなかったが、事故で南区龍湖洞方面49号広場進入ランプの一部が破損した。修理費で約28億ウォンが策定され、復旧に約2ヶ月ほどかかった。

## その他
現在四輪車の通行料は50ウォンから1500ウォンを徴収しているが電気自動車と市内バスは無料である。
気象条件などが良ければ、日本の対馬からも双眼鏡などを使えば見える。

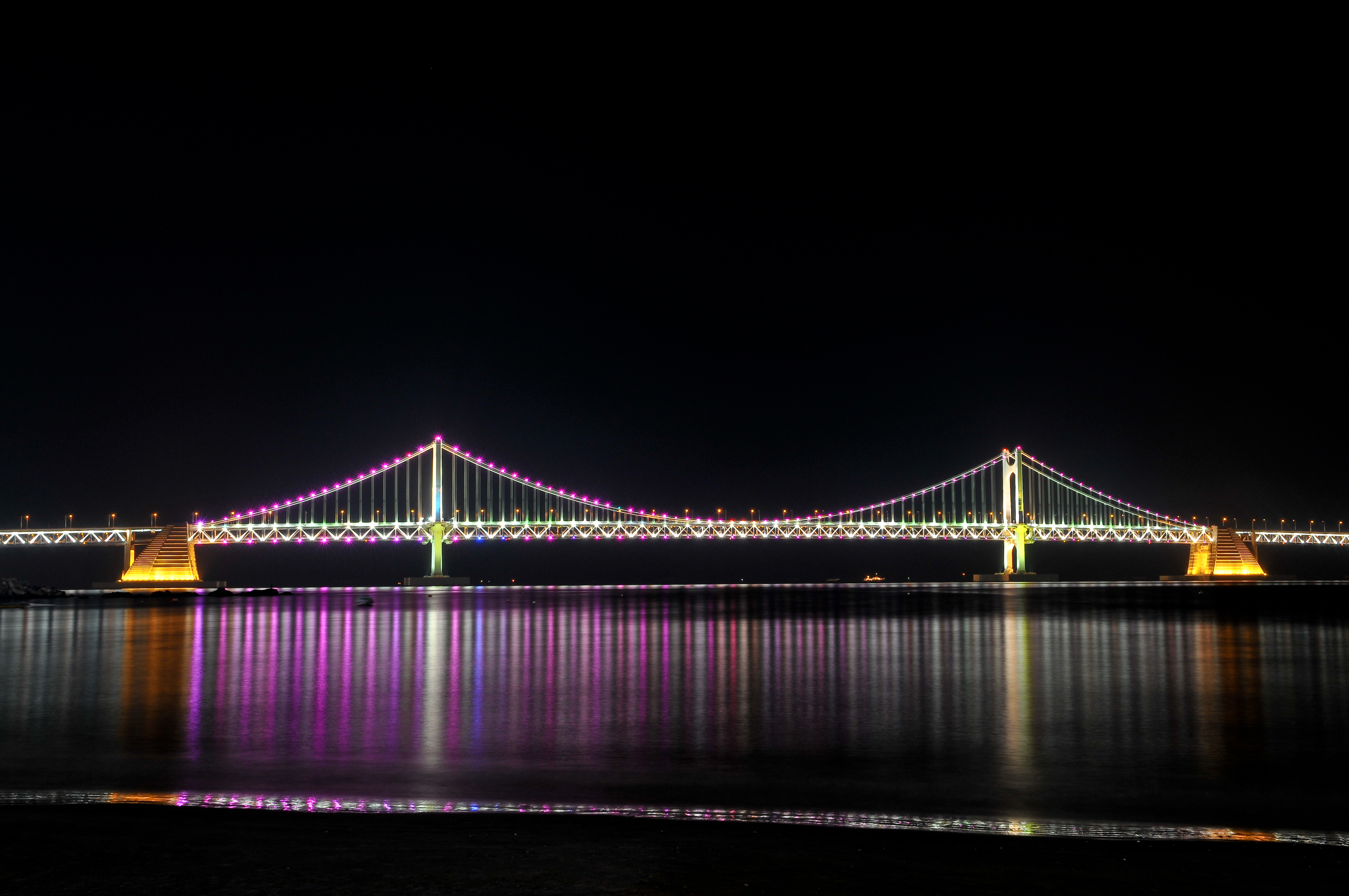
広安里ビーチからの夜景
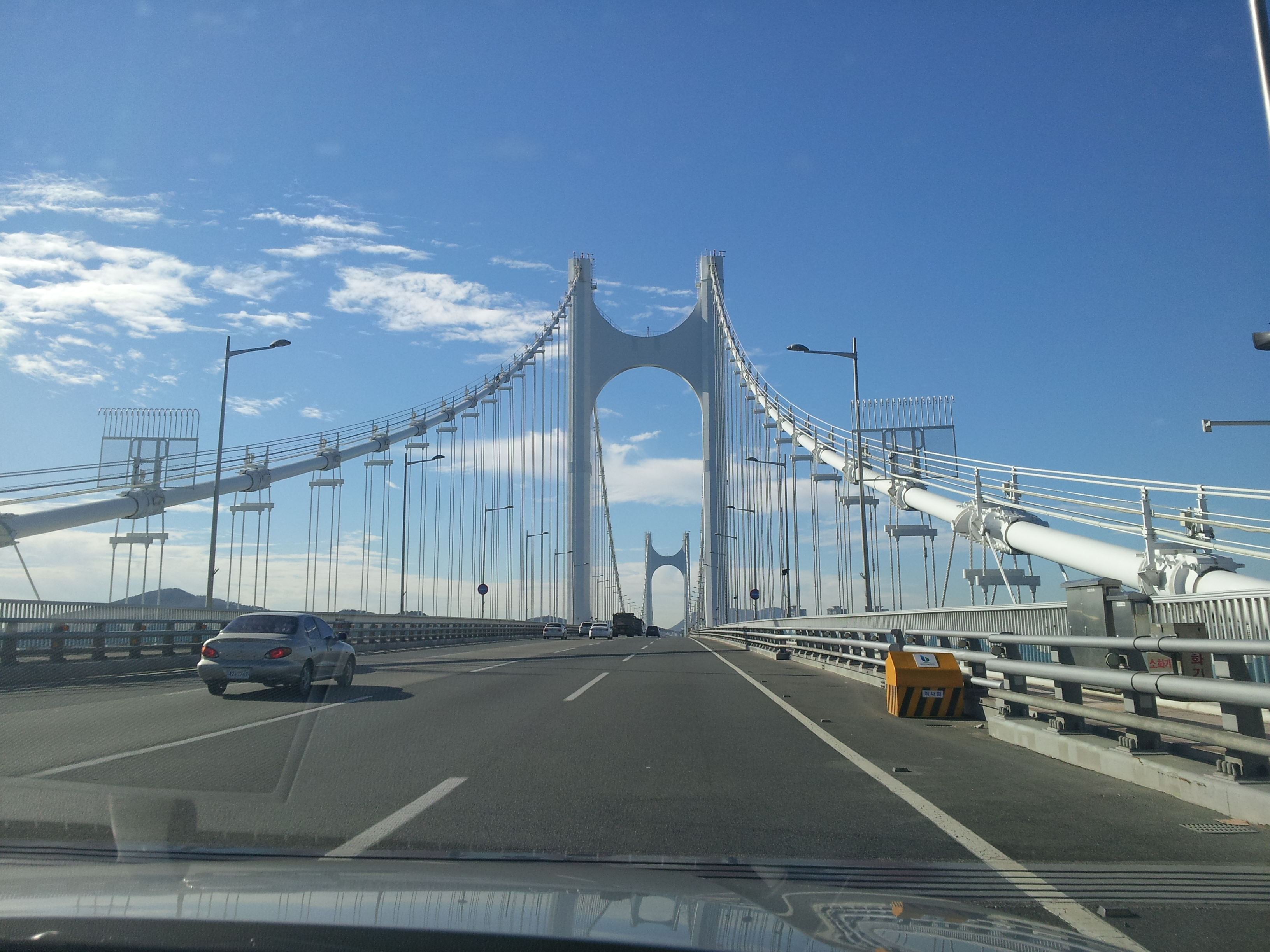
4車線の有料道路
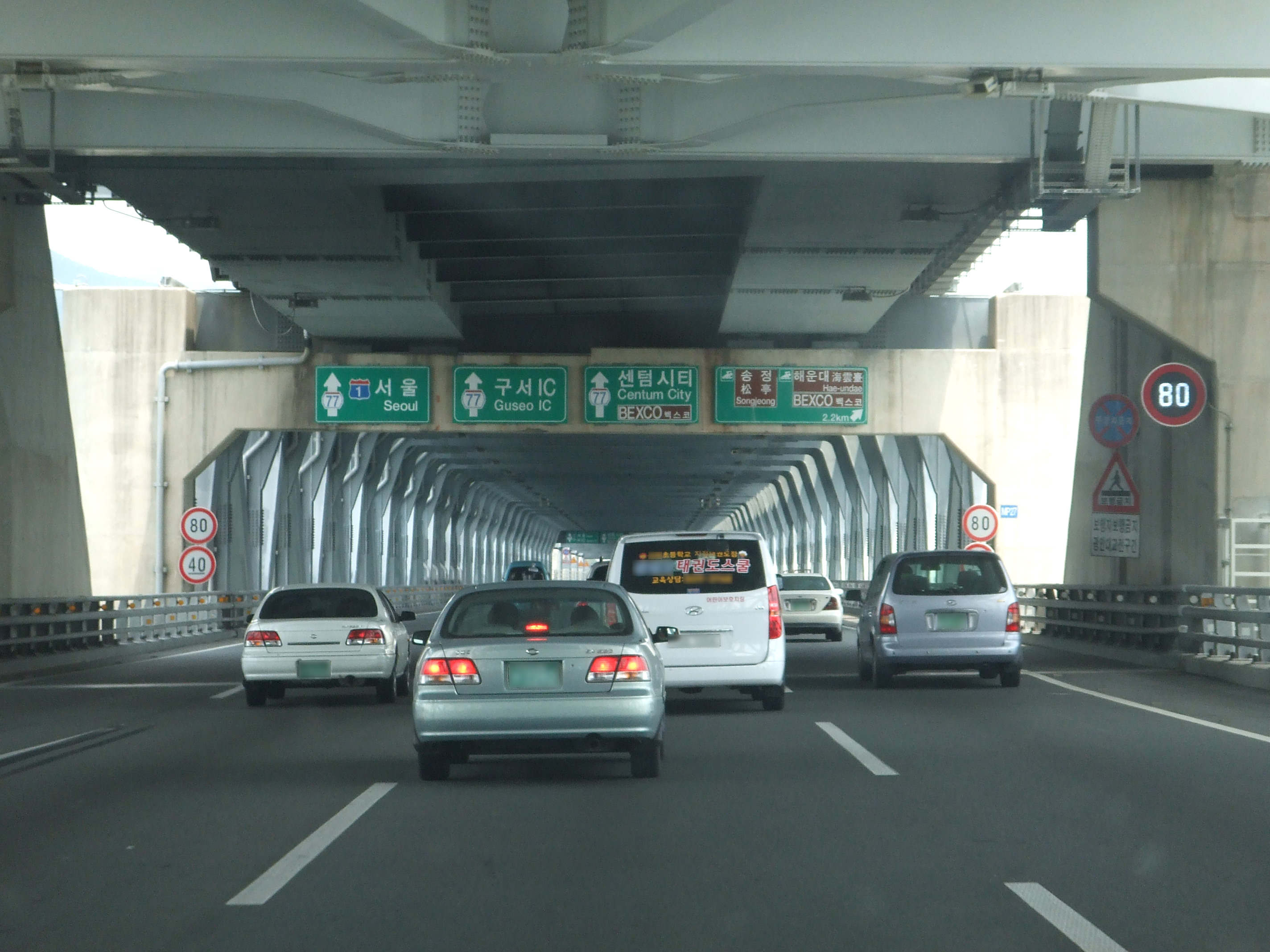
橋桁は二層構造
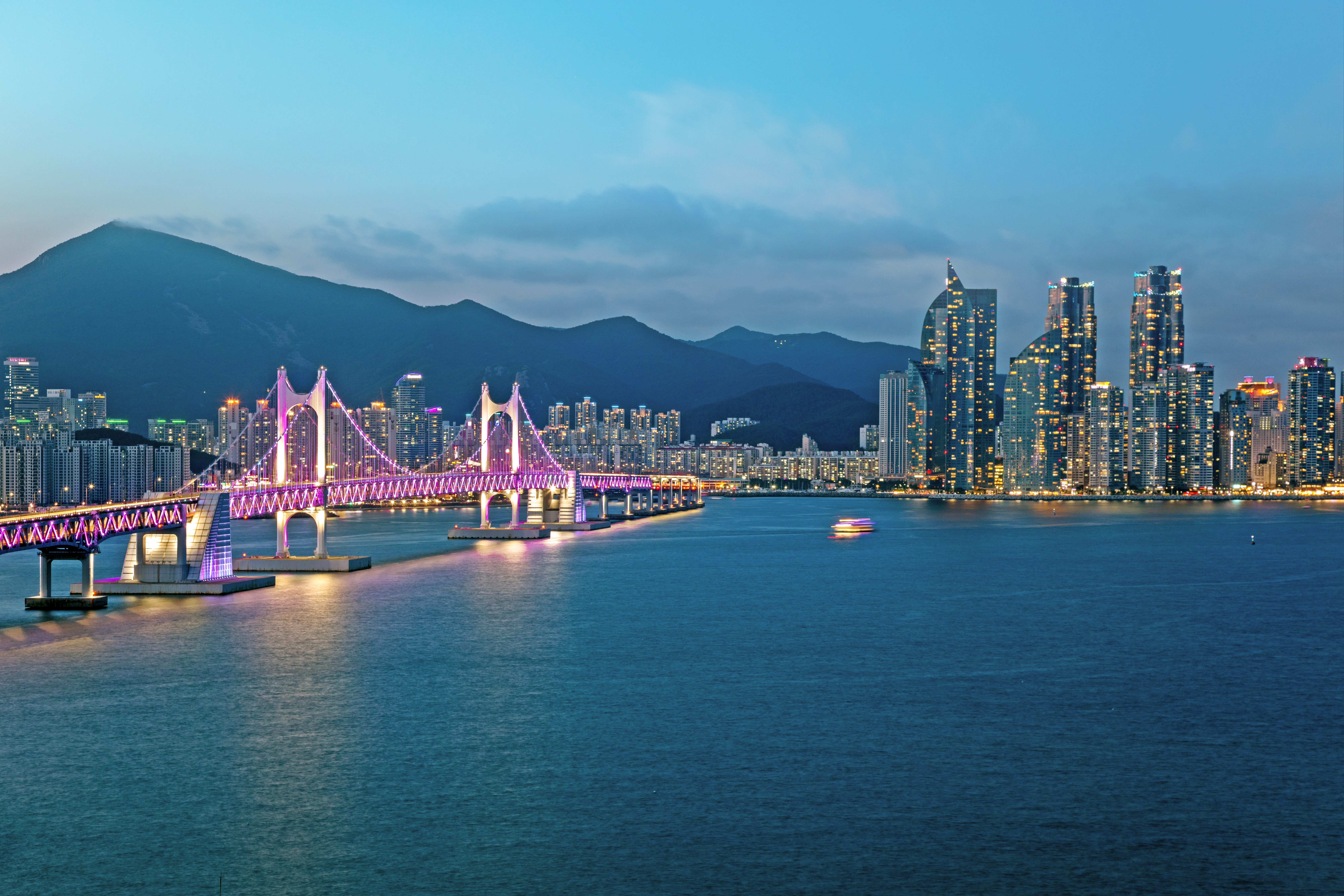
釜山の景観